# Gais 2025
Gais spelar säsongen 2025 i Allsvenskan, efter att 2024 som nederlagstippad nykomling ha slutat sexa i Allsvenskan.
I Svenska cupen 2024/2025 spelade Gais i grupp 6, där man åkte ur i gruppspelet efter att ha slutat tvåa i gruppen efter IFK Norrköping.

## Inför säsongen
Redan dagen efter Gais sista match för säsongen 2024 meddelades att skyttekungen Alexander Ahl Holmström, som hade utgående kontrakt, lämnade Gais för 1. FC Magdeburg i tyska andradivisionen. Några dagar senare kom besked om att klubbikonen Mervan Celik lade skorna på hyllan. Gais meddelade vidare att man släppte Richard Friday, Egzon Binaku och Erik Westgärds, vars kontrakt också gick ut, och i januari meddelade Gais att man inte kommit överens om nytt kontrakt med Axel Norén, som i stället skrev på för Mjällby AIF. Även tredjemålvakten Erik Krantz lämnade under vinteruppehållet A-truppen; han stannade dock kvar i klubben som ungdomstränare. Gais förlängde dock ytterligare ett år med nestorn Jonas Lindberg, som också hade utgående kontrakt,  och kunde köpa loss fjolårslånet Harun Ibrahim från Molde FK, som skrev på ett femårskontrakt.
I slutet av november 2024 presenterades säsongens första nyförvärv, vänsteryttern Rasmus Niklasson Petrovic från Oskarshamns AIK. I januari meddelades att Gais skrivit lärlingskontrakt med den 16-årige talangen Daniel Bengtsson från Skärhamns IK, som går in i A-laget. Vidare värvades den kanadensiske vänsterbacken Matteo de Brienne in från Atlético Ottawa, den ivorianske centern Ibrahim Diabate från Västerås SK, den isländske mittfältaren Róbert Frosti Thorkelsson från Stjarnan FC, mittfältaren Kevin Holmén från IF Elfsborg och försvararen Oskar Ågren från IK Brage.
Den 29 januari till 7 februari 2025 åkte Gais på träningsläger till Albir i Spanien, där man spelade två träningsmatcher.

### Träningsmatcher
|       | 25 januari 2025 | Gais | 0 – 2             | Lunds BK                                | Valhalla IP                                   |                                               |
| 14.00 | 14.00           |      | (0 – 1) SvFF Gais | 15′ Alexander Nilsson 93′ Love Björnson | Göteborg Publik: 1 460 Domare: Fredrik Oppong | Göteborg Publik: 1 460 Domare: Fredrik Oppong |
| 14.00 | 14.00           |      |                   |                                         | Göteborg Publik: 1 460 Domare: Fredrik Oppong | Göteborg Publik: 1 460 Domare: Fredrik Oppong |
| 14.00 | 14.00           |      |                   |                                         | Göteborg Publik: 1 460 Domare: Fredrik Oppong | Göteborg Publik: 1 460 Domare: Fredrik Oppong |

|       | 1 februari 2025 | Sønderjyske                        | 2 – 0              | Gais | Albir Garden Resort |                |
| 12.00 | 12.00           | Maxime Soulas 13′ Ivan Djantou 22′ | (2 – 0) Flashscore |      | Albir, Spanien      | Albir, Spanien |
| 12.00 | 12.00           |                                    |                    |      | Albir, Spanien      | Albir, Spanien |
| 12.00 | 12.00           |                                    |                    |      | Albir, Spanien      | Albir, Spanien |

|       | 6 februari 2025 | Gais | 0 – 2                   | B.93                                        | Albir Garden Resort |                |
| 14.00 | 14.00           |      | (0 – 1) Flashscore Gais | 34′ Osman Addo 93′ Vito Hammershøy-Mistrati | Albir, Spanien      | Albir, Spanien |
| 14.00 | 14.00           |      |                         |                                             | Albir, Spanien      | Albir, Spanien |
| 14.00 | 14.00           |      |                         |                                             | Albir, Spanien      | Albir, Spanien |

|       | 12 mars 2025 | Utsiktens BK | 0 – 3           | Gais                                                  | Bravida Arena                               |                                             |
| 18.30 | 18.30        |              | (0 – 1) Rapport | 34′ Amin Boudri 54′ Gustav Lundgren 78′ Lucas Hedlund | Göteborg Publik: 280 Domare: Joakim Östling | Göteborg Publik: 280 Domare: Joakim Östling |
| 18.30 | 18.30        |              |                 |                                                       | Göteborg Publik: 280 Domare: Joakim Östling | Göteborg Publik: 280 Domare: Joakim Östling |
| 18.30 | 18.30        |              |                 |                                                       | Göteborg Publik: 280 Domare: Joakim Östling | Göteborg Publik: 280 Domare: Joakim Östling |

|       | 15 mars 2025 | Gais                                  | 2 – 1           | Varbergs Bois    | Valhalla IP                                  |                                              |
| 12.00 | 12.00        | Gustav Lundgren 61′ Lucas Hedlund 67′ | (0 – 0) Rapport | 54′ Aulon Bitiqi | Göteborg Publik: 688 Domare: Richard Sundell | Göteborg Publik: 688 Domare: Richard Sundell |
| 12.00 | 12.00        |                                       |                 |                  | Göteborg Publik: 688 Domare: Richard Sundell | Göteborg Publik: 688 Domare: Richard Sundell |
| 12.00 | 12.00        |                                       |                 |                  | Göteborg Publik: 688 Domare: Richard Sundell | Göteborg Publik: 688 Domare: Richard Sundell |

|       | 20 mars 2025 | IF Elfsborg       | 1 – 2           | Gais                               | Borås Arena                            |                                        |
| 14.00 | 14.00        | Simon Hedlund 42′ | (1 – 2) Rapport | 21′ Robin Frej 33′ Gustav Lundgren | Borås Publik: 0 Domare: Joakim Östling | Borås Publik: 0 Domare: Joakim Östling |
| 14.00 | 14.00        |                   |                 |                                    | Borås Publik: 0 Domare: Joakim Östling | Borås Publik: 0 Domare: Joakim Östling |
| 14.00 | 14.00        |                   |                 |                                    | Borås Publik: 0 Domare: Joakim Östling | Borås Publik: 0 Domare: Joakim Östling |

## Svenska cupen 2024/2025
Gais gick, likt alla elitklubbar, in i Svenska cupen i omgång 2 sommaren 2024, och kvalificerade sig till gruppspel genom att slå Ettan södra-klubben FC Trollhättan med 4–2 borta efter en oväntat hård match som avgjordes av ett vackert frisparksmål av Jonas Lindberg. Man lottades in i grupp 6, tillsammans med IFK Norrköping, Karlbergs BK och Örebro SK. Efter programenliga segrar mot Örebro SK och Karlbergs BK skulle Gais gå vidare om man fick minst oavgjort hemma mot IFK Norrköping i sista gruppspelsomgången. Östgötarna vann dock med 3–0 och Gais var utslaget.

### Tabell
| Nr | Lag            | S | V | O | F | GM | IM | MS | P |
| -- | -------------- | - | - | - | - | -- | -- | -- | - |
| 1  | IFK Norrköping | 3 | 3 | 0 | 0 | 9  | 3  | +6 | 9 |
| 2  | Gais           | 3 | 2 | 0 | 1 | 6  | 4  | +2 | 6 |
| 3  | Karlbergs BK   | 3 | 1 | 0 | 2 | 3  | 5  | −2 | 3 |
| 4  | Örebro SK      | 3 | 0 | 0 | 3 | 4  | 10 | −6 | 0 |

### Matcher
| 1     | 15 februari 2025 | Gais                                                                                          | 4 – 1           | Örebro SK        | Bravida Arena                                 |                                               |
| 15.15 | 15.15            | Gustav Lundgren 17′ Rasmus Niklasson Petrovic 36′ Kevin Holmén 52′ Edvin Becirovic 88′ (str.) | (2 – 1) Rapport | 43′ Jesper Modig | Göteborg Publik: 2 729 Domare: Joakim Östling | Göteborg Publik: 2 729 Domare: Joakim Östling |
| 15.15 | 15.15            |                                                                                               |                 |                  | Göteborg Publik: 2 729 Domare: Joakim Östling | Göteborg Publik: 2 729 Domare: Joakim Östling |
| 15.15 | 15.15            |                                                                                               |                 |                  | Göteborg Publik: 2 729 Domare: Joakim Östling | Göteborg Publik: 2 729 Domare: Joakim Östling |

| 2     | 21 februari 2025 | Karlbergs BK | 0 – 2           | Gais                                    | Hammarby IP                                     |                                                 |
| 18.30 | 18.30            |              | (0 – 0) Rapport | 64′ Edvin Becirovic 81′ Ibrahim Diabate | Stockholm Publik: 1 500 Domare: Marcus Holmberg | Stockholm Publik: 1 500 Domare: Marcus Holmberg |
| 18.30 | 18.30            |              |                 |                                         | Stockholm Publik: 1 500 Domare: Marcus Holmberg | Stockholm Publik: 1 500 Domare: Marcus Holmberg |
| 18.30 | 18.30            |              |                 |                                         | Stockholm Publik: 1 500 Domare: Marcus Holmberg | Stockholm Publik: 1 500 Domare: Marcus Holmberg |

| 3     | 2 mars 2025 | Gais | 0 – 3           | IFK Norrköping                                                | Bravida Arena                                 |                                               |
| 15.15 | 15.15       |      | (0 – 1) Rapport | 38′ Tim Prica 83′ David Moberg Karlsson 88′ Christoffer Nyman | Göteborg Publik: 3 300 Domare: Fredrik Klitte | Göteborg Publik: 3 300 Domare: Fredrik Klitte |
| 15.15 | 15.15       |      |                 |                                                               | Göteborg Publik: 3 300 Domare: Fredrik Klitte | Göteborg Publik: 3 300 Domare: Fredrik Klitte |
| 15.15 | 15.15       |      |                 |                                                               | Göteborg Publik: 3 300 Domare: Fredrik Klitte | Göteborg Publik: 3 300 Domare: Fredrik Klitte |

## Allsvenskan

### Vårsäsongen

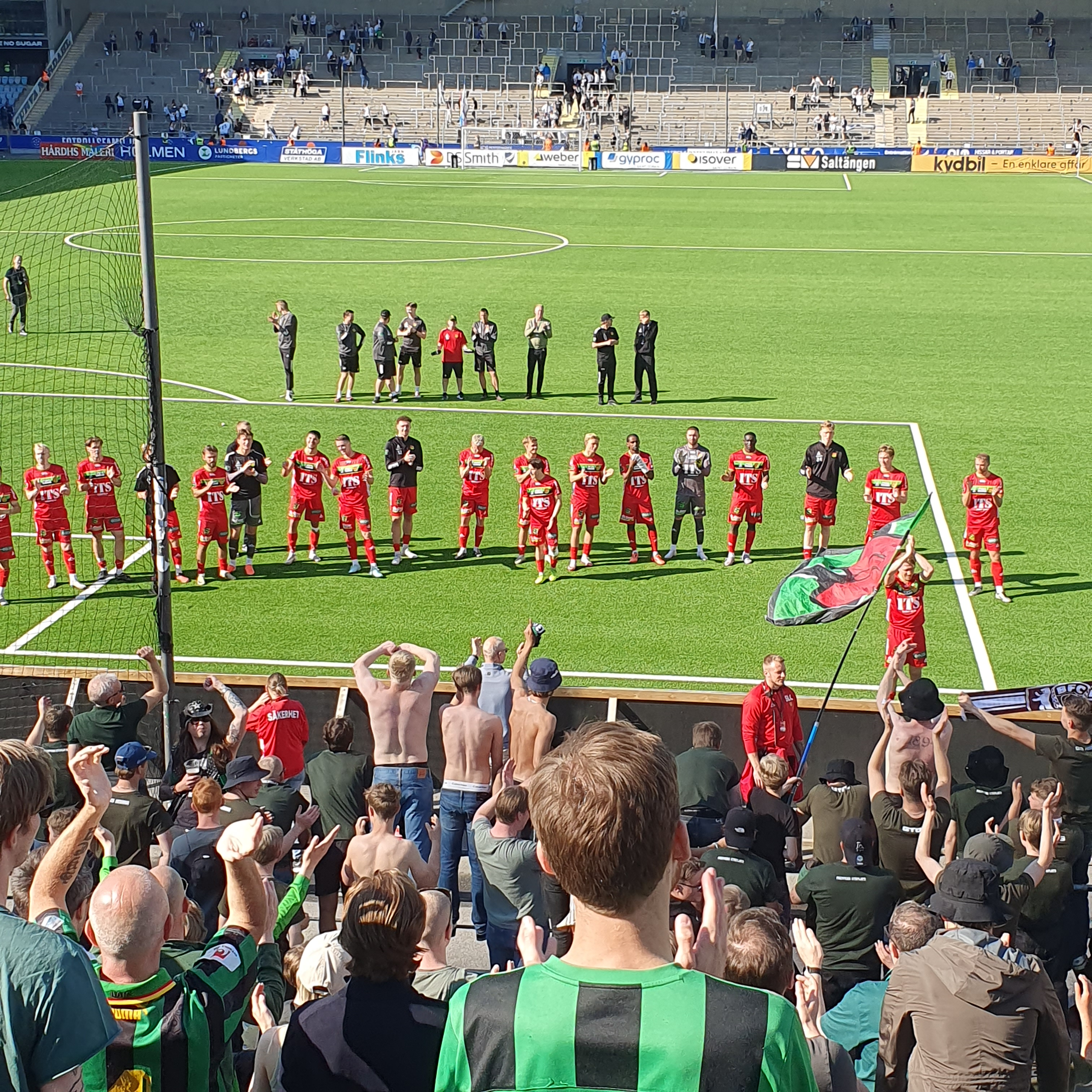
Gais firar med det tillresta bortaföljet efter 3–0-segern mot IFK Norrköping i vårens sista omgång.

Gais inledde den allsvenska säsongen hemma mot AIK inför 15 046 åskådare. Gais var det klart bättre laget men lyckades inte få hål på stockholmarna, och på tilläggstid gjorde mittbacken Filip Beckman ett ödesdigert bolltapp vilket ledde till att AIK kunde kontra in matchens enda mål och vinna matchen. Även i seriens andra match, borta mot Mjällby AIF, tappade Gais poäng på tilläggstid, men 1–1 var inte orättvist efter att hemmalaget pressat Gais rejält innan nye anfallaren Ibrahim Diabate från ingenstans gjorde Gais ledningsmål i den 90:e minuten. Man avfärdade därefter nykomlingen Degerfors IF med 2–0 hemma på Gamla Ullevi efter ett drömmål på halvvolley av Axel Henriksson och nådde 0–0 borta mot Djurgårdens IF, och så långt såg säsongsinledningen lovande ut för grönsvart, trots att anfallsstjärnan Gustav Lundgren ännu inte hittat formen. Djurgårdsmatchen skulle dock bli inledningen på en fem matcher lång svit utan seger: 1–1 hemma mot IF Brommapojkarna följdes av 1–1 även i bortaderbyt mot IFK Göteborg, där Harun Ibrahim gjorde 0–1 tidigt i matchen och endast IFK-målvakten Pontus Dahlbergs storspel gjorde att Gaisledningen inte var större i halvtid, innan IFK i andra halvlek kunde vända matchbilden och kvittera, och i slutet pressade på för ett segermål. IF Elfsborg hemmaslog sedan utan problem ett tamt Gais med 2–0, och inte heller den på förhand enkla matchen mot jumbon IFK Värnamo lyckades Gais vinna, utan matchen slutade 1–1.
I nionde omgången tycktes det äntligen lossna för Gais, då man trots tidigt underläge bortaslog Halmstads BK med 3–1 efter ett hattrick av Ibrahim Diabate. I omgången därpå nådde man emellertid bara 1–1 borta mot bottenlaget Östers IF, och oron över vart säsongen var på väg var fortfarande påtaglig. Hemma mot IK Sirius visade Gais styrka då man återigen lyckades vända ett underläge till seger med 2–1, och i sista matchen innan sommaruppehållet körde man över IFK Norrköping borta på Platinumcars Arena och vann med klara 3–0, efter bland annat ett kanonmål på volley av Harun Ibrahim. Gais gick således trots en svag start till sommarvila som sjua i tabellen. Nyförvärvet Ibrahim Diabate, som inför säsongen varit något av ett frågetecken efter sin svaga säsong med nedflyttade Västerås SK 2024, ledde vid uppehållet den allsvenska skytteligan med sina totalt åtta mål, varav sex bara i maj. Diabate utsågs dessutom till månadens spelare i Allsvenskan i maj.
| 1     | 31 mars 2025 | Gais | 0 – 1           | AIK                  | Gamla Ullevi                                      |                                                   |
| 19.10 | 19.10        |      | (0 – 0) Rapport | 90+2′ Bersant Celina | Göteborg Publik: 15 046 Domare: Mohammed Al-Hakim | Göteborg Publik: 15 046 Domare: Mohammed Al-Hakim |
| 19.10 | 19.10        |      |                 |                      | Göteborg Publik: 15 046 Domare: Mohammed Al-Hakim | Göteborg Publik: 15 046 Domare: Mohammed Al-Hakim |
| 19.10 | 19.10        |      |                 |                      | Göteborg Publik: 15 046 Domare: Mohammed Al-Hakim | Göteborg Publik: 15 046 Domare: Mohammed Al-Hakim |

| 2     | 6 april 2025 | Mjällby AIF          | 1 – 1           | Gais                | Strandvallen                                  |                                               |
| 16.30 | 16.30        | Tom Pettersson 90+6′ | (0 – 0) Rapport | 90′ Ibrahim Diabate | Hällevik Publik: 3 532 Domare: Joakim Östling | Hällevik Publik: 3 532 Domare: Joakim Östling |
| 16.30 | 16.30        |                      |                 |                     | Hällevik Publik: 3 532 Domare: Joakim Östling | Hällevik Publik: 3 532 Domare: Joakim Östling |
| 16.30 | 16.30        |                      |                 |                     | Hällevik Publik: 3 532 Domare: Joakim Östling | Hällevik Publik: 3 532 Domare: Joakim Östling |

| 3     | 13 april 2025 | Gais                                    | 2 – 0           | Degerfors IF | Gamla Ullevi                                 |                                              |
| 16.30 | 16.30         | Axel Henriksson 21′ Ibrahim Diabate 45′ | (2 – 0) Rapport |              | Göteborg Publik: 7 651 Domare: Oscar Johnson | Göteborg Publik: 7 651 Domare: Oscar Johnson |
| 16.30 | 16.30         |                                         |                 |              | Göteborg Publik: 7 651 Domare: Oscar Johnson | Göteborg Publik: 7 651 Domare: Oscar Johnson |
| 16.30 | 16.30         |                                         |                 |              | Göteborg Publik: 7 651 Domare: Oscar Johnson | Göteborg Publik: 7 651 Domare: Oscar Johnson |

| 4     | 21 april 2025 | Djurgårdens IF | 0 – 0           | Gais | 3 Arena                                        |                                                |
| 14.00 | 14.00         |                | (0 – 0) Rapport |      | Stockholm Publik: 17 978 Domare: Adam Ladebäck | Stockholm Publik: 17 978 Domare: Adam Ladebäck |
| 14.00 | 14.00         |                |                 |      | Stockholm Publik: 17 978 Domare: Adam Ladebäck | Stockholm Publik: 17 978 Domare: Adam Ladebäck |
| 14.00 | 14.00         |                |                 |      | Stockholm Publik: 17 978 Domare: Adam Ladebäck | Stockholm Publik: 17 978 Domare: Adam Ladebäck |

| 5     | 24 april 2025 | Gais                              | 1 – 1           | IF Brommapojkarna         | Gamla Ullevi                                 |                                              |
| 19.00 | 19.00         | Alex Timossi Andersson 58′ (sjm.) | (0 – 1) Rapport | 26′ Hlynur Freyr Karlsson | Göteborg Publik: 6 157 Domare: Erik Mattsson | Göteborg Publik: 6 157 Domare: Erik Mattsson |
| 19.00 | 19.00         |                                   |                 |                           | Göteborg Publik: 6 157 Domare: Erik Mattsson | Göteborg Publik: 6 157 Domare: Erik Mattsson |
| 19.00 | 19.00         |                                   |                 |                           | Göteborg Publik: 6 157 Domare: Erik Mattsson | Göteborg Publik: 6 157 Domare: Erik Mattsson |

| 6     | 28 april 2025 | IFK Göteborg    | 1 – 1           | Gais              | Gamla Ullevi                                   |                                                |
| 19.10 | 19.10         | David Kruse 67′ | (0 – 1) Rapport | 15′ Harun Ibrahim | Göteborg Publik: 18 021 Domare: Joakim Östling | Göteborg Publik: 18 021 Domare: Joakim Östling |
| 19.10 | 19.10         |                 |                 |                   | Göteborg Publik: 18 021 Domare: Joakim Östling | Göteborg Publik: 18 021 Domare: Joakim Östling |
| 19.10 | 19.10         |                 |                 |                   | Göteborg Publik: 18 021 Domare: Joakim Östling | Göteborg Publik: 18 021 Domare: Joakim Östling |

| 7     | 5 maj 2025 | IF Elfsborg                        | 2 – 0           | Gais | Borås Arena                             |                                         |
| 19.10 | 19.10      | Frederik Ihler 39′ Terry Yegbe 57′ | (1 – 0) Rapport |      | Borås Publik: 9 942 Domare: Victor Wolf | Borås Publik: 9 942 Domare: Victor Wolf |
| 19.10 | 19.10      |                                    |                 |      | Borås Publik: 9 942 Domare: Victor Wolf | Borås Publik: 9 942 Domare: Victor Wolf |
| 19.10 | 19.10      |                                    |                 |      | Borås Publik: 9 942 Domare: Victor Wolf | Borås Publik: 9 942 Domare: Victor Wolf |

| 8     | 10 maj 2025 | Gais           | 1 – 1           | IFK Värnamo        | Gamla Ullevi                                  |                                               |
| 17.30 | 17.30       | Oskar Ågren 8′ | (1 – 0) Rapport | 65′ Johnbosco Kalu | Göteborg Publik: 7 392 Domare: Fredrik Klitte | Göteborg Publik: 7 392 Domare: Fredrik Klitte |
| 17.30 | 17.30       |                |                 |                    | Göteborg Publik: 7 392 Domare: Fredrik Klitte | Göteborg Publik: 7 392 Domare: Fredrik Klitte |
| 17.30 | 17.30       |                |                 |                    | Göteborg Publik: 7 392 Domare: Fredrik Klitte | Göteborg Publik: 7 392 Domare: Fredrik Klitte |

| 9     | 14 maj 2025 | Halmstads BK       | 1 – 3           | Gais                          | Örjans vall                                      |                                                  |
| 19.00 | 19.00       | Yannick Agnero 21′ | (1 – 1) Rapport | 27′, 48′, 81′ Ibrahim Diabate | Halmstad Publik: 5 007 Domare: Mohammed Al-Hakim | Halmstad Publik: 5 007 Domare: Mohammed Al-Hakim |
| 19.00 | 19.00       |                    |                 |                               | Halmstad Publik: 5 007 Domare: Mohammed Al-Hakim | Halmstad Publik: 5 007 Domare: Mohammed Al-Hakim |
| 19.00 | 19.00       |                    |                 |                               | Halmstad Publik: 5 007 Domare: Mohammed Al-Hakim | Halmstad Publik: 5 007 Domare: Mohammed Al-Hakim |

| 10    | 18 maj 2025 | Östers IF        | 1 – 1           | Gais                | Visma Arena                              |                                          |
| 16.30 | 16.30       | Alibek Aliev 55′ | (0 – 0) Rapport | 66′ Ibrahim Diabate | Växjö Publik: 5 515 Domare: Glenn Nyberg | Växjö Publik: 5 515 Domare: Glenn Nyberg |
| 16.30 | 16.30       |                  |                 |                     | Växjö Publik: 5 515 Domare: Glenn Nyberg | Växjö Publik: 5 515 Domare: Glenn Nyberg |
| 16.30 | 16.30       |                  |                 |                     | Växjö Publik: 5 515 Domare: Glenn Nyberg | Växjö Publik: 5 515 Domare: Glenn Nyberg |

| 11    | 24 maj 2025 | Gais                                | 2 – 1           | IK Sirius      | Gamla Ullevi                                   |                                                |
| 17.30 | 17.30       | Amin Boudri 71′ Ibrahim Diabate 86′ | (0 – 0) Rapport | 66′ Robbie Ure | Göteborg Publik: 6 396 Domare: Richard Sundell | Göteborg Publik: 6 396 Domare: Richard Sundell |
| 17.30 | 17.30       |                                     |                 |                | Göteborg Publik: 6 396 Domare: Richard Sundell | Göteborg Publik: 6 396 Domare: Richard Sundell |
| 17.30 | 17.30       |                                     |                 |                | Göteborg Publik: 6 396 Domare: Richard Sundell | Göteborg Publik: 6 396 Domare: Richard Sundell |

| 12    | 31 maj 2025 | IFK Norrköping | 0 – 3           | Gais                                                      | Platinumcars Arena                             |                                                |
| 15.00 | 15.00       |                | (0 – 1) Rapport | 18′ Ibrahim Diabate 74′ Harun Ibrahim 77′ Edvin Becirovic | Norrköping Publik: 7 947 Domare: Oscar Johnson | Norrköping Publik: 7 947 Domare: Oscar Johnson |
| 15.00 | 15.00       |                |                 |                                                           | Norrköping Publik: 7 947 Domare: Oscar Johnson | Norrköping Publik: 7 947 Domare: Oscar Johnson |
| 15.00 | 15.00       |                |                 |                                                           | Norrköping Publik: 7 947 Domare: Oscar Johnson | Norrköping Publik: 7 947 Domare: Oscar Johnson |

### Sommaruppehållet
Efter två veckors vila spelade Gais den 14 juni en vänskapsmatch mot hundraårsjubilerande division V-klubben Knippla IK på ikoniska Tranbärsvallen i Göteborgs norra skärgård. Matchen, som var något av ett jippo där flera Gaisspelare fick representera hemmalaget och Gais mot slutet av matchen bytte in målvakten Mergim Krasniqi som central anfallare, slutade 5–2 till Gais efter att samtliga mål (varav ett självmål) gjorts av gaisare. Gais mötte även Halmstads BK i en träningsmatch den 19 juni, en sömnig tillställning i ett blåsigt Laholm som slutade 0–0.
|       | 14 juni 2025 | Knippla IK                      | 2 – 5   | Gais                                                                                   | Tranbärsvallen |               |
| 13.00 | 13.00        | Edvin Becirovic Axel Henriksson | Rapport | Filip Gustafsson Jonas Lindberg sjm′ Filip Beckman William Milovanovic Ibrahim Diabate | Källö-Knippla  | Källö-Knippla |
| 13.00 | 13.00        |                                 |         |                                                                                        | Källö-Knippla  | Källö-Knippla |
| 13.00 | 13.00        |                                 |         |                                                                                        | Källö-Knippla  | Källö-Knippla |

|       | 19 juni 2025 | Gais | 0 – 0           | Halmstads BK | Glänninge Park              |                             |
| 16.00 | 16.00        |      | (0 – 0) Rapport |              | Laholm Domare: Rinon Hasani | Laholm Domare: Rinon Hasani |
| 16.00 | 16.00        |      |                 |              | Laholm Domare: Rinon Hasani | Laholm Domare: Rinon Hasani |
| 16.00 | 16.00        |      |                 |              | Laholm Domare: Rinon Hasani | Laholm Domare: Rinon Hasani |

### Höstsäsongen
Gais inledde höstsäsongen lika starkt som man avslutade vårsäsongen: I den första matchen efter uppehållet körde man över lokalrivalen BK Häcken och vann med 3–1. Därefter spelade man på hemmaplan stundtals ut Malmö FF, men trots att Gais var det klart bättre laget fick man bara med sig 0–0. Sedan väntade ett nytt toppmöte hemma mot Hammarby IF, som betvingades med 3–2 efter två mål av Ibrahim Diabate, varav ett på straffspark – Gais första sådana sedan återkomsten i Allsvenskan. Degerfors IF och Halmstads BK avfärdades sedan båda med 3–0 innan bottenlaget IFK Värnamo återigen satte käppar i hjulet för Gais och lyckades nå oavgjort 2–2 efter att ha tagit ledningen två gånger om.
Några dagar före höstderbyt mot IFK Göteborg kom nyheten att publikfavoriten och fjolårets derbykung Axel Henriksson hade sålts till Blackburn Rovers i engelska andraligan. Möjligen hade han behövts i derbyt, för Gais förlorade med 1–0 efter ett tidigt mål av IFK:s Kolbeinn Thordarson och en missad straff av Diabate. Därmed bröts även en svit på elva raka allsvenska matcher utan förlust för klubben.
| 13    | 29 juni 2025 | BK Häcken         | 1 – 3           | Gais                                                             | Bravida Arena                                    |                                                  |
| 16.30 | 16.30        | Isak Brusberg 81′ | (0 – 2) Rapport | 7′ Rasmus Niklasson Petrovic 16′ Ibrahim Diabate 68′ Amin Boudri | Göteborg Publik: 6 316 Domare: Mohammed Al-Hakim | Göteborg Publik: 6 316 Domare: Mohammed Al-Hakim |
| 16.30 | 16.30        |                   |                 |                                                                  | Göteborg Publik: 6 316 Domare: Mohammed Al-Hakim | Göteborg Publik: 6 316 Domare: Mohammed Al-Hakim |
| 16.30 | 16.30        |                   |                 |                                                                  | Göteborg Publik: 6 316 Domare: Mohammed Al-Hakim | Göteborg Publik: 6 316 Domare: Mohammed Al-Hakim |

| 14    | 5 juli 2025 | Gais | 0 – 0           | Malmö FF | Gamla Ullevi                                |                                             |
| 15.00 | 15.00       |      | (0 – 0) Rapport |          | Göteborg Publik: 11 313 Domare: Victor Wolf | Göteborg Publik: 11 313 Domare: Victor Wolf |
| 15.00 | 15.00       |      |                 |          | Göteborg Publik: 11 313 Domare: Victor Wolf | Göteborg Publik: 11 313 Domare: Victor Wolf |
| 15.00 | 15.00       |      |                 |          | Göteborg Publik: 11 313 Domare: Victor Wolf | Göteborg Publik: 11 313 Domare: Victor Wolf |

| 15    | 13 juli 2025 | Gais                                            | 3 – 2   | Hammarby IF                                   | Gamla Ullevi                                  |                                               |
| 14.00 | 14.00        | Ibrahim Diabate 30′, 60′ (str.) Amin Boudri 81′ | (1 – 0) | 52′ Abdelrahman Boudah 85′ (str.) Jusef Erabi | Göteborg Publik: 16 789 Domare: Adam Ladebäck | Göteborg Publik: 16 789 Domare: Adam Ladebäck |
| 14.00 | 14.00        |                                                 |         |                                               | Göteborg Publik: 16 789 Domare: Adam Ladebäck | Göteborg Publik: 16 789 Domare: Adam Ladebäck |
| 14.00 | 14.00        |                                                 |         |                                               | Göteborg Publik: 16 789 Domare: Adam Ladebäck | Göteborg Publik: 16 789 Domare: Adam Ladebäck |

| 16    | 19 juli 2025 | Degerfors IF | 0 – 3           | Gais                                                                    | Stora Valla                                     |                                                 |
| 17.30 | 17.30        |              | (0 – 1) Rapport | 15′ Matteo de Brienne 52′ (sjm.) Juhani Pikkarainen 61′ Ibrahim Diabate | Degerfors Publik: 4 201 Domare: Richard Sundell | Degerfors Publik: 4 201 Domare: Richard Sundell |
| 17.30 | 17.30        |              |                 |                                                                         | Degerfors Publik: 4 201 Domare: Richard Sundell | Degerfors Publik: 4 201 Domare: Richard Sundell |
| 17.30 | 17.30        |              |                 |                                                                         | Degerfors Publik: 4 201 Domare: Richard Sundell | Degerfors Publik: 4 201 Domare: Richard Sundell |

| 17    | 26 juli 2025 | Gais                                                    | 3 – 0           | Halmstads BK | Gamla Ullevi                                       |                                                    |
| 15.00 | 15.00        | Kevin Holmén 7′ Gustav Lundgren 36′ Ibrahim Diabate 64′ | (2 – 0) Rapport |              | Göteborg Publik: 8 029 Domare: Kristoffer Karlsson | Göteborg Publik: 8 029 Domare: Kristoffer Karlsson |
| 15.00 | 15.00        |                                                         |                 |              | Göteborg Publik: 8 029 Domare: Kristoffer Karlsson | Göteborg Publik: 8 029 Domare: Kristoffer Karlsson |
| 15.00 | 15.00        |                                                         |                 |              | Göteborg Publik: 8 029 Domare: Kristoffer Karlsson | Göteborg Publik: 8 029 Domare: Kristoffer Karlsson |

| 18    | 2 augusti 2025 | IFK Värnamo                           | 2 – 2           | Gais                               | Finnvedsvallen                             |                                            |
| 17.30 | 17.30          | Marcus Antonsson 2′ Otso Liimatta 74′ | (1 – 1) Rapport | 5′ Kevin Holmén 78′ Jonas Lindberg | Värnamo Publik: 3 072 Domare: Adi Aganovic | Värnamo Publik: 3 072 Domare: Adi Aganovic |
| 17.30 | 17.30          |                                       |                 |                                    | Värnamo Publik: 3 072 Domare: Adi Aganovic | Värnamo Publik: 3 072 Domare: Adi Aganovic |
| 17.30 | 17.30          |                                       |                 |                                    | Värnamo Publik: 3 072 Domare: Adi Aganovic | Värnamo Publik: 3 072 Domare: Adi Aganovic |

| 19    | 11 augusti 2025 | Gais | 0 – 1           | IFK Göteborg            | Gamla Ullevi                                   |                                                |
| 19.00 | 19.00           |      | (0 – 1) Rapport | 12′ Kolbeinn Thordarson | Göteborg Publik: 18 078 Domare: Fredrik Klitte | Göteborg Publik: 18 078 Domare: Fredrik Klitte |
| 19.00 | 19.00           |      |                 |                         | Göteborg Publik: 18 078 Domare: Fredrik Klitte | Göteborg Publik: 18 078 Domare: Fredrik Klitte |
| 19.00 | 19.00           |      |                 |                         | Göteborg Publik: 18 078 Domare: Fredrik Klitte | Göteborg Publik: 18 078 Domare: Fredrik Klitte |

| 20    | 17 augusti 2025 | Hammarby IF      | 1 – 2           | Gais                                         | Tele2 Arena                                    |                                                |
| 16.30 | 16.30           | Nahir Besara 15′ | (1 – 1) Rapport | 12′ (str.) Harun Ibrahim 88′ Edvin Becirovic | Stockholm Publik: 24 632 Domare: Oscar Johnson | Stockholm Publik: 24 632 Domare: Oscar Johnson |
| 16.30 | 16.30           |                  |                 |                                              | Stockholm Publik: 24 632 Domare: Oscar Johnson | Stockholm Publik: 24 632 Domare: Oscar Johnson |
| 16.30 | 16.30           |                  |                 |                                              | Stockholm Publik: 24 632 Domare: Oscar Johnson | Stockholm Publik: 24 632 Domare: Oscar Johnson |

| 21    | 25 augusti 2025 | Gais | –       | Mjällby AIF | Gamla Ullevi |          |
| 19.00 | 19.00           |      | Rapport |             | Göteborg     | Göteborg |
| 19.00 | 19.00           |      |         |             | Göteborg     | Göteborg |
| 19.00 | 19.00           |      |         |             | Göteborg     | Göteborg |

| 22    | 31 augusti 2025 | Gais | –       | BK Häcken | Gamla Ullevi |          |
| 16.30 | 16.30           |      | Rapport |           | Göteborg     | Göteborg |
| 16.30 | 16.30           |      |         |           | Göteborg     | Göteborg |
| 16.30 | 16.30           |      |         |           | Göteborg     | Göteborg |

| 23    | 14 september 2025 | IK Sirius | –       | Gais | Studenternas |         |
| 16.30 | 16.30             |           | Rapport |      | Uppsala      | Uppsala |
| 16.30 | 16.30             |           |         |      | Uppsala      | Uppsala |
| 16.30 | 16.30             |           |         |      | Uppsala      | Uppsala |

| 24    | 20 september 2025 | Gais | –       | IF Elfsborg | Gamla Ullevi |          |
| 15.00 | 15.00             |      | Rapport |             | Göteborg     | Göteborg |
| 15.00 | 15.00             |      |         |             | Göteborg     | Göteborg |
| 15.00 | 15.00             |      |         |             | Göteborg     | Göteborg |

| 25    | 28 september 2025 | AIK | –       | Gais | Strawberry Arena |           |
| 16.30 | 16.30             |     | Rapport |      | Stockholm        | Stockholm |
| 16.30 | 16.30             |     |         |      | Stockholm        | Stockholm |
| 16.30 | 16.30             |     |         |      | Stockholm        | Stockholm |

| 26    | 4 oktober 2025 | Gais | –       | IFK Norrköping | Gamla Ullevi |          |
| 17.30 | 17.30          |      | Rapport |                | Göteborg     | Göteborg |
| 17.30 | 17.30          |      |         |                | Göteborg     | Göteborg |
| 17.30 | 17.30          |      |         |                | Göteborg     | Göteborg |

| 27    | 19 oktober 2025 | Gais | –       | Djurgårdens IF | Gamla Ullevi |          |
| 14.00 | 14.00           |      | Rapport |                | Göteborg     | Göteborg |
| 14.00 | 14.00           |      |         |                | Göteborg     | Göteborg |
| 14.00 | 14.00           |      |         |                | Göteborg     | Göteborg |

| 28    | 27 oktober 2025 | IF Brommapojkarna | –       | Gais | Grimsta IP |           |
| 19.00 | 19.00           |                   | Rapport |      | Stockholm  | Stockholm |
| 19.00 | 19.00           |                   |         |      | Stockholm  | Stockholm |
| 19.00 | 19.00           |                   |         |      | Stockholm  | Stockholm |

| 29    | 2 november 2025 | Gais | –       | Östers IF | Gamla Ullevi |          |
| 16.30 | 16.30           |      | Rapport |           | Göteborg     | Göteborg |
| 16.30 | 16.30           |      |         |           | Göteborg     | Göteborg |
| 16.30 | 16.30           |      |         |           | Göteborg     | Göteborg |

| 30    | 9 november 2025 | Malmö FF | –       | Gais | Eleda Stadion |       |
| 15.00 | 15.00           |          | Rapport |      | Malmö         | Malmö |
| 15.00 | 15.00           |          |         |      | Malmö         | Malmö |
| 15.00 | 15.00           |          |         |      | Malmö         | Malmö |

### Tabell
| Nr | Lag               | S  | V  | O | F  | GM | IM | MS  | P  |
| -- | ----------------- | -- | -- | - | -- | -- | -- | --- | -- |
| 1  | Mjällby AIF       | 20 | 14 | 5 | 1  | 39 | 16 | +23 | 47 |
| 2  | Hammarby IF       | 20 | 13 | 3 | 4  | 37 | 18 | +19 | 42 |
| 3  | Malmö FF (RM)     | 20 | 10 | 6 | 4  | 33 | 17 | +16 | 36 |
| 4  | IF Elfsborg       | 20 | 11 | 3 | 6  | 36 | 27 | +9  | 36 |
| 5  | Gais              | 20 | 9  | 8 | 3  | 31 | 17 | +14 | 35 |
| 6  | AIK               | 20 | 9  | 7 | 4  | 25 | 18 | +7  | 34 |
| 7  | IFK Göteborg      | 20 | 11 | 1 | 8  | 30 | 27 | +3  | 34 |
| 8  | Djurgårdens IF    | 20 | 7  | 7 | 6  | 23 | 20 | +3  | 28 |
| 9  | IF Brommapojkarna | 20 | 7  | 2 | 11 | 32 | 34 | −2  | 23 |
| 10 | BK Häcken         | 20 | 6  | 5 | 9  | 26 | 35 | −9  | 23 |
| 11 | IFK Norrköping    | 20 | 6  | 4 | 10 | 31 | 38 | −7  | 22 |
| 12 | IK Sirius         | 20 | 5  | 5 | 10 | 28 | 33 | −5  | 20 |
| 13 | Östers IF (U)     | 20 | 4  | 6 | 10 | 16 | 25 | −9  | 18 |
| 14 | Halmstads BK      | 20 | 5  | 3 | 12 | 15 | 40 | −25 | 18 |
| 15 | Degerfors IF (U)  | 20 | 4  | 3 | 13 | 20 | 42 | −22 | 15 |
| 16 | IFK Värnamo       | 20 | 2  | 6 | 12 | 22 | 37 | −15 | 12 |

## Svenska cupen 2025/2026
Gais gick, likt alla elitklubbar, in i Svenska cupen i omgång 2. Man lottades mot IF Lödde.
| 2     | 21 augusti 2025 | IF Lödde | –           | Gais | Tolvans IP   |              |
| 18.00 | 18.00           |          | (–) Rapport |      | Löddeköpinge | Löddeköpinge |
| 18.00 | 18.00           |          |             |      | Löddeköpinge | Löddeköpinge |
| 18.00 | 18.00           |          |             |      | Löddeköpinge | Löddeköpinge |

## Organisation

### Ledning
- Klubbchef: Povel Fagerström[45]
- Teknisk direktör: Magnus Sköldmark[45]
- Player Manager: Nicklas Karlström[45]
- Tränare: Fredrik Holmberg[46]
- Assisterande tränare: Kenneth Gustafsson, Alexander Severin[46]
- Målvaktstränare: Ole Söderberg[46]
- Fysioterapeut: Felix Karlsson, Arvid Henriksson[47]

### Styrelse
- Stefan Tilk, ordförande[48]
- Roland Blomstrand, vice ordförande[48]
- David Perhed, sekreterare[48]
- Ulf Nilsson, kassör[48]
- Susanne Areschoug, ledamot[48]
- Lallo Fernandez, ledamot[48]
- Bengt Jildmalm, ledamot[48]
- Monica Crusner, ledamot[48]
- Johan "Red Top" Larsson, ledamot[48]
- Mathias Nilsson, suppleant[48]
- Ulf Tollhage, suppleant[48]

## Spelartrupp
| Nummer      | Land                    | Spelare                        | Födelsedatum              | Kom från          | Moderklubb           |
| Målvakter   | Målvakter               | Målvakter                      | Målvakter                 | Målvakter         | Målvakter            |
| ----------- | ----------------------- | ------------------------------ | ------------------------- | ----------------- | -------------------- |
| 1           | Sverige                 | Mergim Krasniqi                | 23 augusti 1992 (32 år)   | Örebro SK         | Norrby IF            |
| 13          | Nya Zeeland             | Kees Sims                      | 27 mars 2003 (21 år)      | Ljungskile SK     | Western Suburbs      |
| 30          | Sverige                 | Victor Astor                   | 10 juli 2001 (23 år)      | Norrby IF         | Nykvarns SK          |
| Försvarare  |                         |                                |                           |                   |                      |
| 2           | Kanada                  | Matteo de Brienne              | 22 maj 2002 (22 år)       | Atlético Ottawa   | Ottawa South United  |
| 4           | Sverige                 | Oskar Ågren                    | 10 september 1998         | IK Brage          | IF Limhamn Bunkeflo  |
| 5           | Sverige                 | Robin Wendin Thomasson         | 26 mars 1999 (25 år)      | Eskilsminne IF    | Kvidinge IF          |
| 6           | Sverige                 | August Wängberg                | 30 december 1993 (31 år)  | Qviding FIF       | Örgryte IS           |
| 12          | Sverige                 | Robin Frej                     | 7 april 1998 (26 år)      | IF Brommapojkarna | FC Djursholm         |
| 22          | Bosnien och Hercegovina | Anes Cardaklija                | 5 juli 2005 (19 år)       | Gais U            | Gais                 |
| 24          | Sverige                 | Filip Beckman                  | 10 februari 2003 (21 år)  | Gais U            | Kungsbacka IF        |
| Mittfältare |                         |                                |                           |                   |                      |
| 7           | Sverige                 | Joackim Fagerjord (f.d. Åberg) | 22 juli 1998 (26 år)      | Onsala BK         | Kungsbacka IF        |
| 8           | Sverige                 | William Milovanovic            | 6 maj 2002 (22 år)        | Utsiktens BK      | IF Warta             |
| 9           | Sverige                 | Gustav Lundgren                | 18 april 1995 (29 år)     | Onsala BK         | Tölö IF              |
| 10          | Sverige                 | Amin Boudri                    | 29 september 2004 (20 år) | Venezia           | IF Brommapojkarna    |
| 14          | Sverige                 | Filip Gustafsson               | 9 mars 2002 (22 år)       | IF Elfsborg       | Smålandsstenars GoIF |
| 17          | Island                  | Róbert Frosti Thorkelsson      | 18 augusti 2005           | Stjarnan FC       | Stjarnan FC          |
| 18          | Sverige                 | Kevin Holmén                   | 13 december 2001 (23 år)  | IF Elfsborg       | Annelunds IF         |
| 21          | Sverige                 | Axel Henriksson                | 16 april 2002 (22 år)     | BK Häcken         | IK Zenith            |
| 25          | Sverige                 | Jonas Lindberg                 | 25 mars 1989 (35 år)      | IK Sirius         | Falköpings FK        |
| 27          | Sverige                 | Mohamed Bawa                   | 20 juli 2004 (20 år)      | Gais U            | Solväders FC         |
| 32          | Sverige                 | Harun Ibrahim                  | 26 februari 2003 (21 år)  | Molde FK          | Rannebergens IF      |
| Anfallare   |                         |                                |                           |                   |                      |
| 11          | Sverige                 | Edvin Becirovic                | 29 mars 2000 (24 år)      | IFK Värnamo       | Anderstorps IF       |
| 16          | Sverige                 | Rasmus Niklasson Petrovic      | 17 maj 2003 (21 år)       | Oskarshamns AIK   | Sävedalens IF        |
| 19          | Elfenbenskusten         | Ibrahim Diabate                | 17 november 1999 (25 år)  | Västerås SK       | Académie MimoSifcom  |
| 20          | Sverige                 | Chisomnazu Chika Chidi         | 24 augusti 2000 (24 år)   | Ahlafors IF       | Bergsjö IF           |
| 26          | Sint Maarten            | Chovanie Amatkarijo            | 20 maj 1999 (25 år)       | Istra 1961        | Laakkwartier         |
| 28          | Sverige                 | Lucas Hedlund                  | 18 augusti 1998 (26 år)   | Mezőkövesd Zsóry  | Melleruds IF         |
| 29          | Sverige                 | Daniel Bengtsson               | 1 mars 2008 (16 år)       | Skärhamns IK      | Skärhamns IK         |
| 31          | Sverige                 | Simon Sjöholm                  | 10 april 2006 (18 år)     | Gais U            | Askims IK            |

1. ↑  ålder vid 2025 års början
2. ↑  utlånad till Trelleborgs FF sedan augusti.
3. ↑  såld till Blackburn Rovers i augusti.
4. ↑  utlånad till FC Trollhättan sedan juli.
5. ↑  utlånad till Norrby IF sedan juli.
6. ↑  utlånad till Östersunds FK sedan juli.

### Spelare in och ut
| Datum            | Position    | Nat.            | Namn                      | Ålder | Flyttar från     | Typ               | Kontrakt t.o.m. | Källa         |
| ---------------- | ----------- | --------------- | ------------------------- | ----- | ---------------- | ----------------- | --------------- | ------------- |
| 1 januari 2025   | Anfallare   | Sverige         | Rasmus Niklasson Petrovic | 21    | Oskarshamns AIK  | Transfer          | 2028            | [ 9 ]         |
| 4 januari 2025   | Anfallare   | Sverige         | Daniel Bengtsson          | 16    | Skärhamns IK     | Transfer          | 2027            | [ 10 ]        |
| 6 januari 2025   | Försvarare  | Kanada          | Matteo de Brienne         | 22    | Atlético Ottawa  | Transfer          | 2029            | [ 11 ]        |
| 6 januari 2025   | Anfallare   | Elfenbenskusten | Ibrahim Diabate           | 25    | Västerås SK      | Transfer          | 2028            | [ 12 ]        |
| 10 januari 2025  | Mittfältare | Sverige         | Kevin Holmén              | 23    | IF Elfsborg      | Transfer          | 2028            | [ 14 ]        |
| 24 januari 2025  | Mittfältare | Island          | Róbert Frosti Thorkelsson | 19    | Stjarnan FC      | Transfer          | 2029            | [ 13 ]        |
| 29 januari 2025  | Försvarare  | Sverige         | Oskar Ågren               | 26    | IK Brage         | Transfer          | 2028            | [ 15 ]        |
| 13 februari 2025 | Målvakt     | Sverige         | Victor Astor              | 23    | Norrby IF        | Transfer          | 2027            | [ 49 ]        |
| 19 augusti 2025  | Mittfältare | Sverige         | Elias Yonan               | 15    | Skövde AIK       | Transfer          | 2028            | [ 50 ]        |
| 19 augusti 2025  | Anfallare   | Sverige         | Shalom Ekong              | 21    | IFK Stocksund    | Transfer          | 2030            | [ 51 ]        |
| Datum            | Position    | Nat.            | Namn                      | Ålder | Flyttar till     | Typ               |                 | Källa         |
| 31 december 2024 | Anfallare   | Sverige         | Alexander Ahl Holmström   | 25    | 1. FC Magdeburg  | Utgående kontrakt |                 | [ 1 ]         |
| 31 december 2024 | Anfallare   | Sverige         | Mervan Celik              | 34    | –                | Slutar            |                 | [ 2 ]         |
| 31 december 2024 | Anfallare   | Nigeria         | Richard Friday            | 24    | Dinamo Samarqand | Utgående kontrakt |                 | [ 3 ] [ 52 ]  |
| 31 december 2024 | Försvarare  | Sverige         | Egzon Binaku              | 29    | IF Viken         | Utgående kontrakt |                 | [ 3 ]         |
| 31 december 2024 | Målvakt     | Sverige         | Erik Westgärds            | 22    | Landvetter IS    | Utgående kontrakt |                 | [ 3 ]         |
| 31 december 2024 | Målvakt     | Sverige         | Erik Krantz               | 29    | Torslanda IK     | Brutet kontrakt   |                 | [ 6 ]         |
| 6 januari 2025   | Försvarare  | Sverige         | Axel Norén                | 25    | Mjällby AIF      | Utgående kontrakt | 2027            | [ 4 ] [ 5 ]   |
| 9 maj 2025       | Mittfältare | Sverige         | Mohamed Bawa              | 20    | Östersunds FK    | Lån               | 2025            | [ 53 ]        |
| 20 juli 2025     | Anfallare   | Sint Maarten    | Chovanie Amatkarijo       | 26    | Östersunds FK    | Lån               | 2025            | [ 54 ]        |
| 25 juli 2025     | Mittfältare | Sverige         | Mohamed Bawa              | 20    | FC Trollhättan   | Lån               | 2025            | [ 55 ]        |
| 28 juli 2025     | Anfallare   | Sverige         | Chisom Chika Chidi        | 20    | Norrby IF        | Lån               | 2025            | [ 56 ]        |
| 6 augusti 2025   | Mittfältare | Sverige         | Axel Henriksson           | 23    | Blackburn Rovers | Transfer          | 2029            | [ 57 ] [ 58 ] |
| 14 augusti 2025  | Målvakt     | Sverige         | Victor Astor              | 24    | Trelleborgs FF   | Lån               | 2025            | [ 59 ]        |